# Feels Like Comin' Home
Feels Like Comin' Home är det femte studioalbumet av den tyska hårdrocksgruppen Bonfire från 1996. Alla låtar förutom en är skrivna av sångaren Claus Lessmann och gitarristen Hans Ziller. Bonfire har aldrig legat på den amerikanska billboardlistan med Feels Like Comin' Home. Feels Like Comin' Home släpptes även i en version med tyska texter på låtarna, skivan heter Freudenfeuer på tyska. Den före detta Bonfire-trummisen Dominik Huelshorst var med under inspelningen av skivan.

## Låtlista
| Nr  | Titel                                  | Kompositör       | Längd |
| --- | -------------------------------------- | ---------------- | ----- |
| 1.  | Easy Come Easy Go                      | Lessmann, Ziller | 4:12  |
| 2.  | Back To You                            | Lessmann, Ziller | 4:22  |
| 3.  | Feels Like Comin' Home                 | Lessmann, Ziller | 4:36  |
| 4.  | Mama                                   | Lessmann, Ziller | 4:44  |
| 5.  | I'd Love You To Want Me                | Lobo             | 4:44  |
| 6.  | Say                                    | Lessmann, Ziller | 4:52  |
| 7.  | Right Now                              | Lessmann, Ziller | 4:25  |
| 8.  | Highway To Your Dreams                 | Lessmann, Ziller | 4:40  |
| 9.  | You Are All                            | Lessmann, Ziller | 5:12  |
| 10. | Whenever You Cry                       | Lessmann, Ziller | 4:32  |
| 11. | Rock N' Roll Cowboy                    | Lessmann, Ziller | 5:49  |
| 12. | I Don't Want You                       | Lessmann, Ziller | 4:46  |
| 13. | Can't Wait                             | Lessmann, Ziller | 5:24  |
| 14. | Feels Like Comin' Home (Piano Version) | Lessmann, Ziller | 3:14  |

## Tysk låtlista
| Nr  | Titel                   | Kompositör       | Längd |
| --- | ----------------------- | ---------------- | ----- |
| 1.  | Bis Wir Uns Wiedersehen | Lessmann, Ziller | 4:46  |
| 2.  | Für Dich                | Lessmann, Ziller | 4:52  |
| 3.  | 1001 Nacht              | Lessmann, Ziller | 4:40  |
| 4.  | Komm Her                | Lessmann, Ziller | 4:26  |
| 5.  | Geld Macht Sexy         | Lessmann, Ziller | 3:39  |
| 6.  | Rock N' Roll Cowboy     | Lessmann, Ziller | 5:05  |
| 7.  | Wach Auf                | Lessmann, Ziller | 5:23  |
| 8.  | Verdammt Was Will Ich   | Lessmann, Ziller | 4:49  |
| 9.  | Freundschaft            | Lessmann, Ziller | 4:10  |
| 10. | Noch N' Bier            | Lessmann, Ziller | 3:51  |

## Bandmedlemmar
- Claus Lessmann - sång, bakgrundssång, gitarr & bas
- Hans Ziller - gitarr & bakgrundssång